# José Félix Bulacio
José Félix Bulacio (San Miguel de Tucumán, Tucumán) es un exfutbolista argentino que se desempeñaba en la posición de Lateral.

## Trayectoria

### Atlético Tucumán
Bulacio debutó con la camiseta de Atlético Tucumán en el año 1972. En su primer año con el decano se consagraría campeón del título anual de la liga tucumana, obteniendo así, la clasificación al nacional de 1973, siendo este el primero de Atlético en primera división. Al año siguiente se haría nuevamente con el campeonato tucumano. En 1975 se clasificaría campeón invicto tucumano por tercera vez en cuatro años y quedaría primero en su grupo del nacional del 75, donde terminó entre los 8 mejores equipos del certamen, en un equipo que contaba con jugadores de la talla de Julio Ricardo Villa, Juan Francisco Castro y Francisco Ruíz. El campeonato anual de 1977 sería el primero del tricampeonato de la liga tucumana que incluiría al de 1978 y 1979. En el Nacional 1978 terminaría tercero en su grupo, por detrás de Huracán por diferencia de 1 gol, quedándose a las puertas de la clasificación a la fase final. Para el Nacional de 1979 Atlético terminaría segundo en su grupo, por detrás de Racing, por goles a favor, ya en la fase eliminatoria eliminaría a Instituto en cuartos final pero caería ante Unión en semifinales.

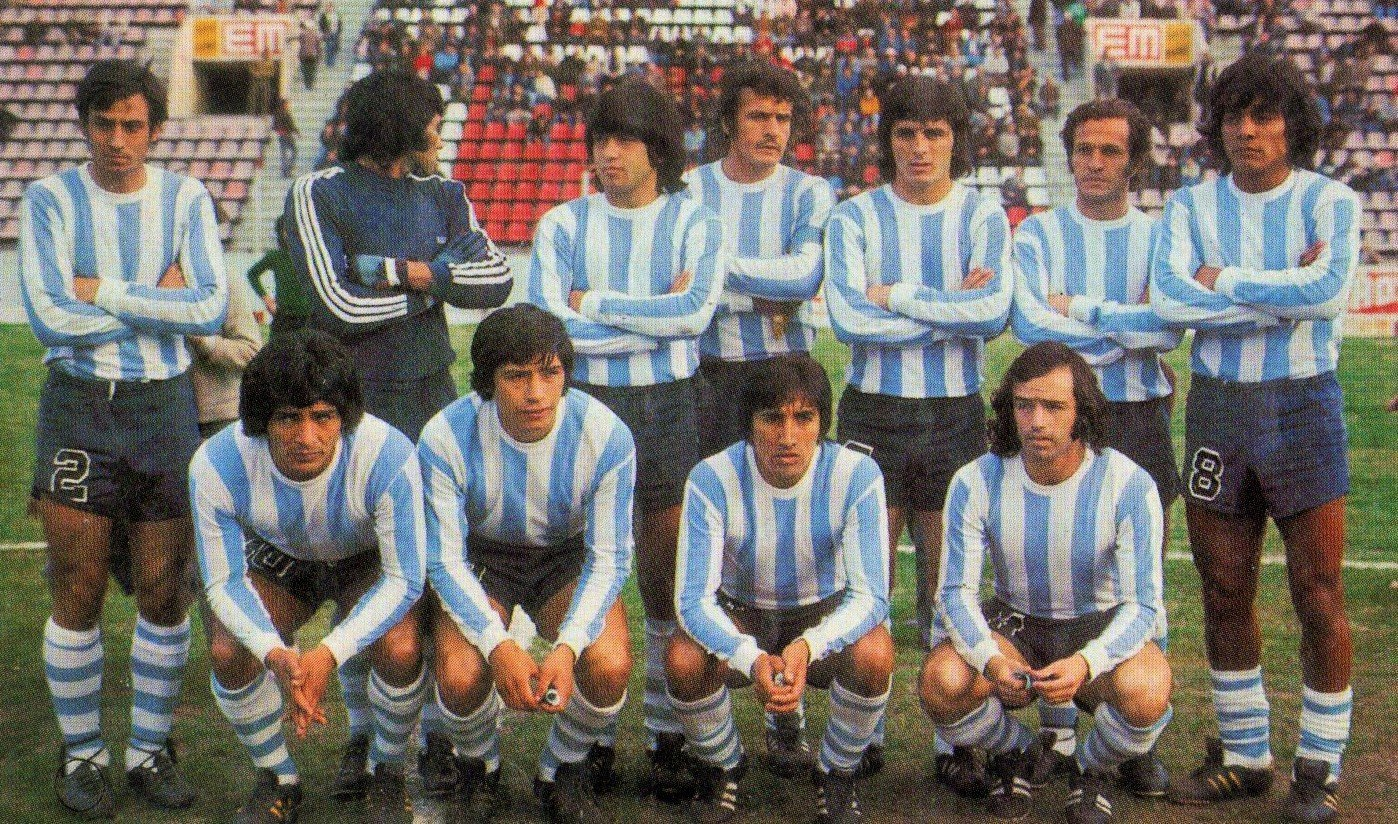
Formación de Atlético Tucumán en 1973.

En 1982 le pondría fin a su carrera en Atlético Tucumán, con un total de 312 partidos, convirtiéndose en uno de los jugadores con más partidos con la camiseta del decano en la historia.

## Clubes
| Club             | País      |
| ---------------- | --------- |
| Atlético Tucumán | Argentina |

## Palmarés
| Título        | Equipo           | País      | Año  |
| ------------- | ---------------- | --------- | ---- |
| Liga Tucumana | Atlético Tucumán | Argentina | 1972 |
| Liga Tucumana | Atlético Tucumán | Argentina | 1973 |
| Liga Tucumana | Atlético Tucumán | Argentina | 1975 |
| Liga Tucumana | Atlético Tucumán | Argentina | 1977 |
| Liga Tucumana | Atlético Tucumán | Argentina | 1978 |
| Liga Tucumana | Atlético Tucumán | Argentina | 1979 |